# Diospyros lotus
Diospyros lotus är en tvåhjärtbladig växtart som beskrevs av Carl von Linné. Diospyros lotus ingår i släktet Diospyros och familjen Ebenaceae. På svenska har den givits namnen dadelplommon och lotusplommon. IUCN kategoriserar arten globalt som livskraftig.

## Underarter
Arten delas in i följande underarter:
- D. l. brideliifolia
- D. l. lotus

## Bildgalleri

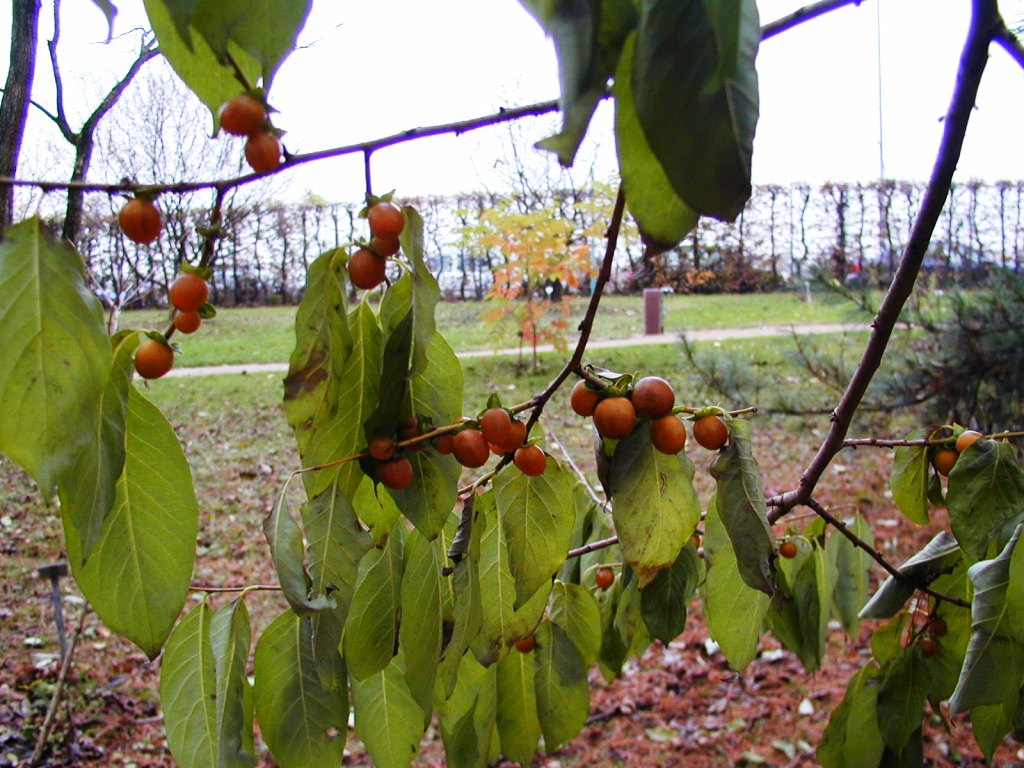
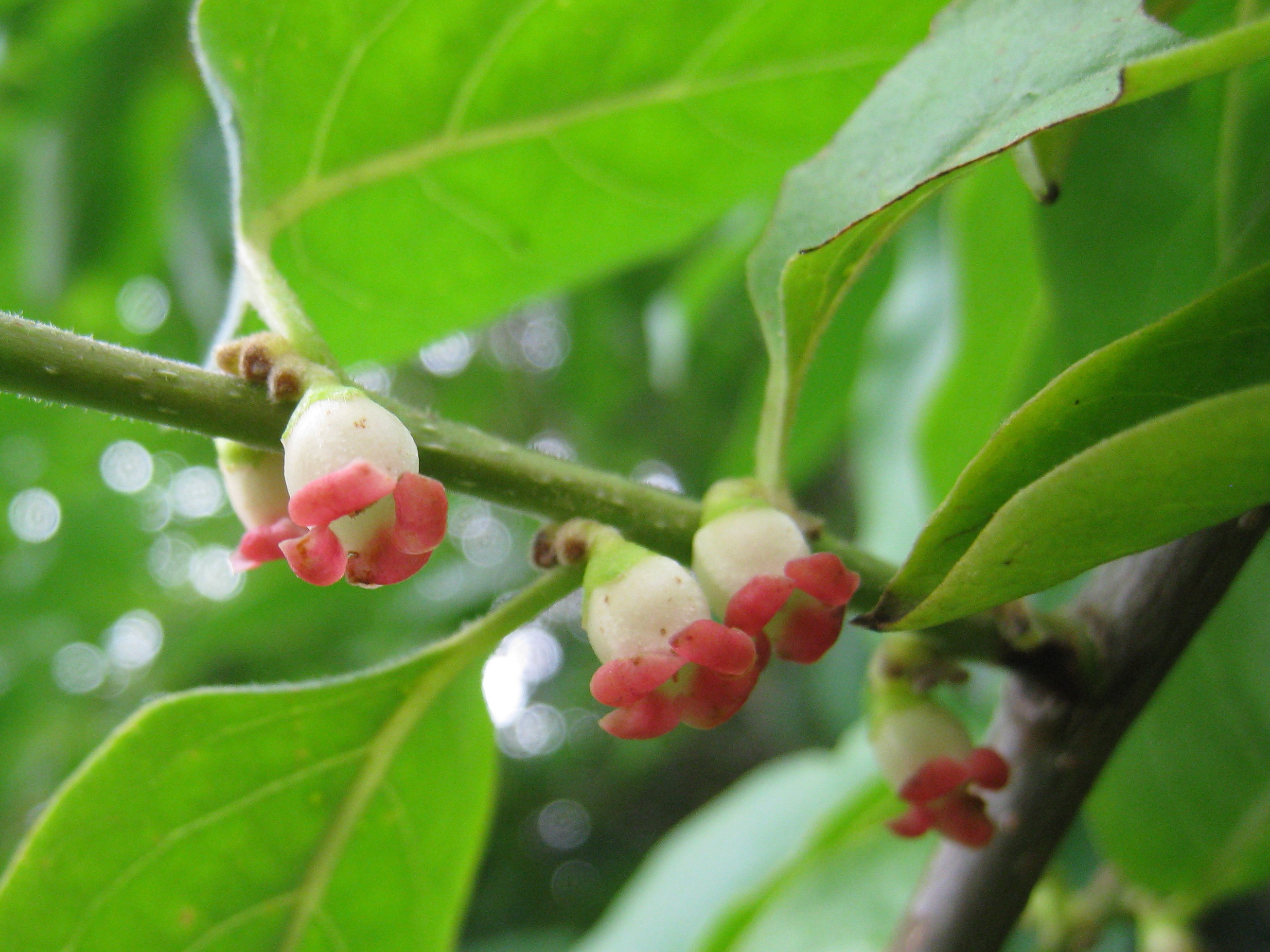
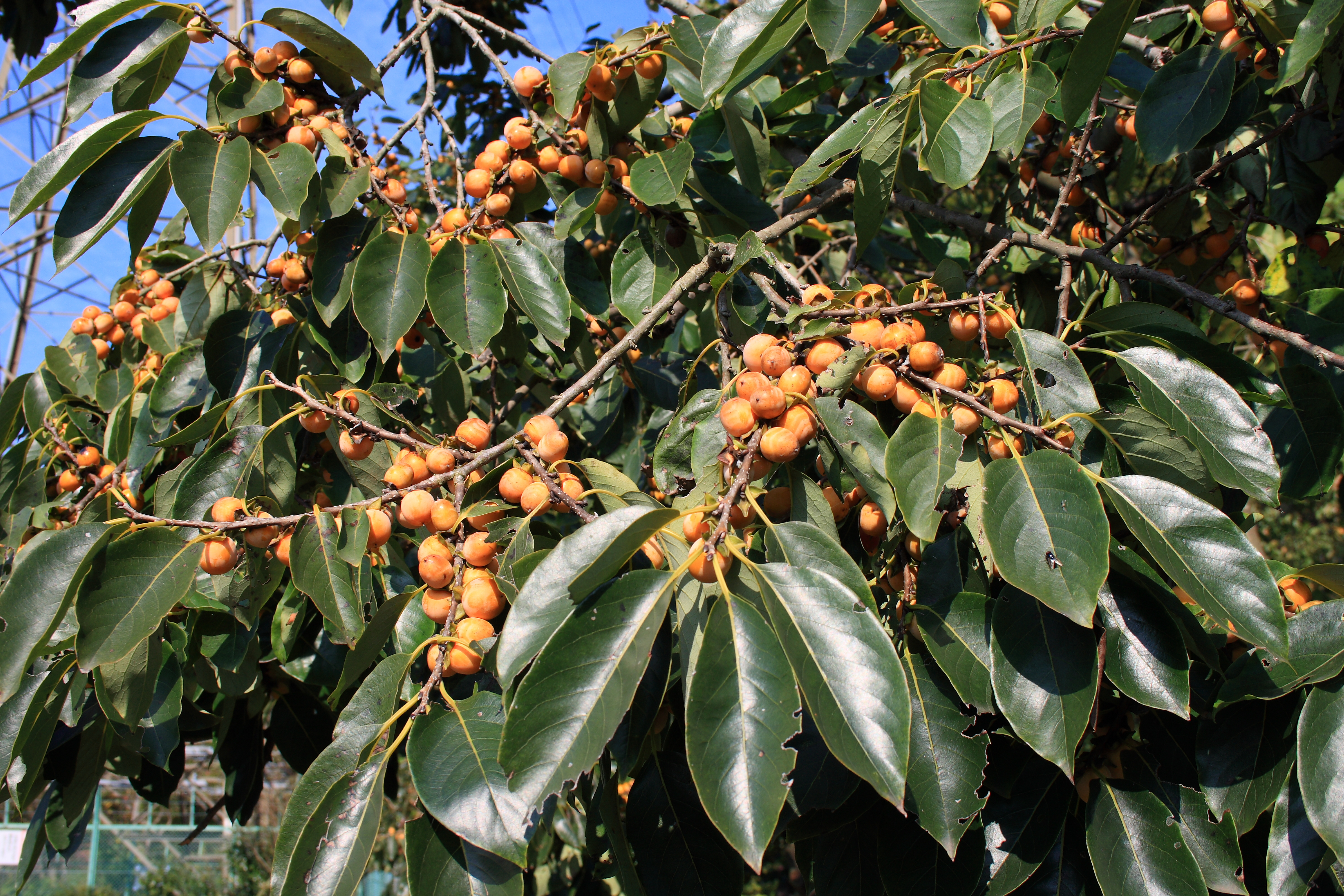
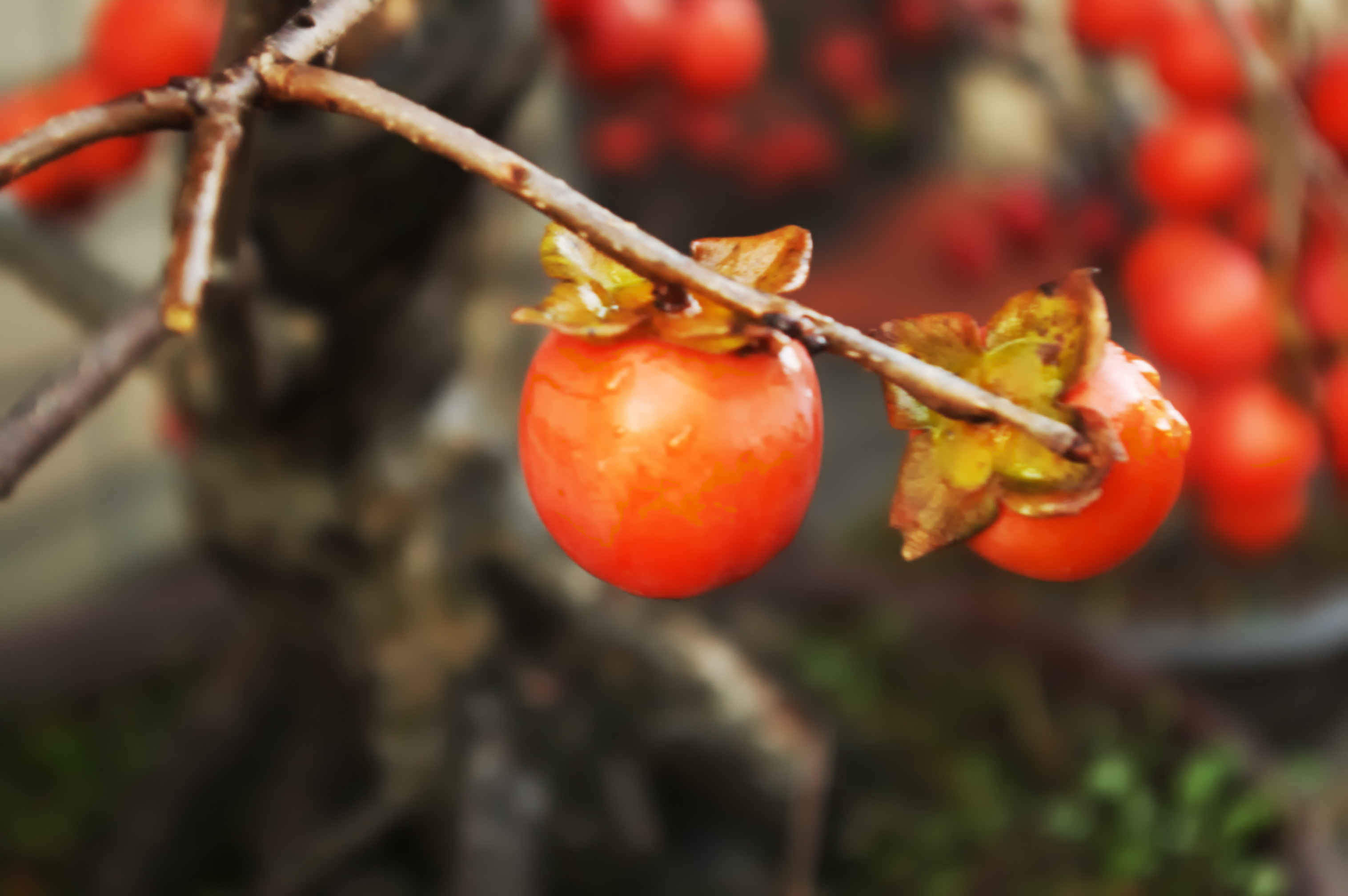
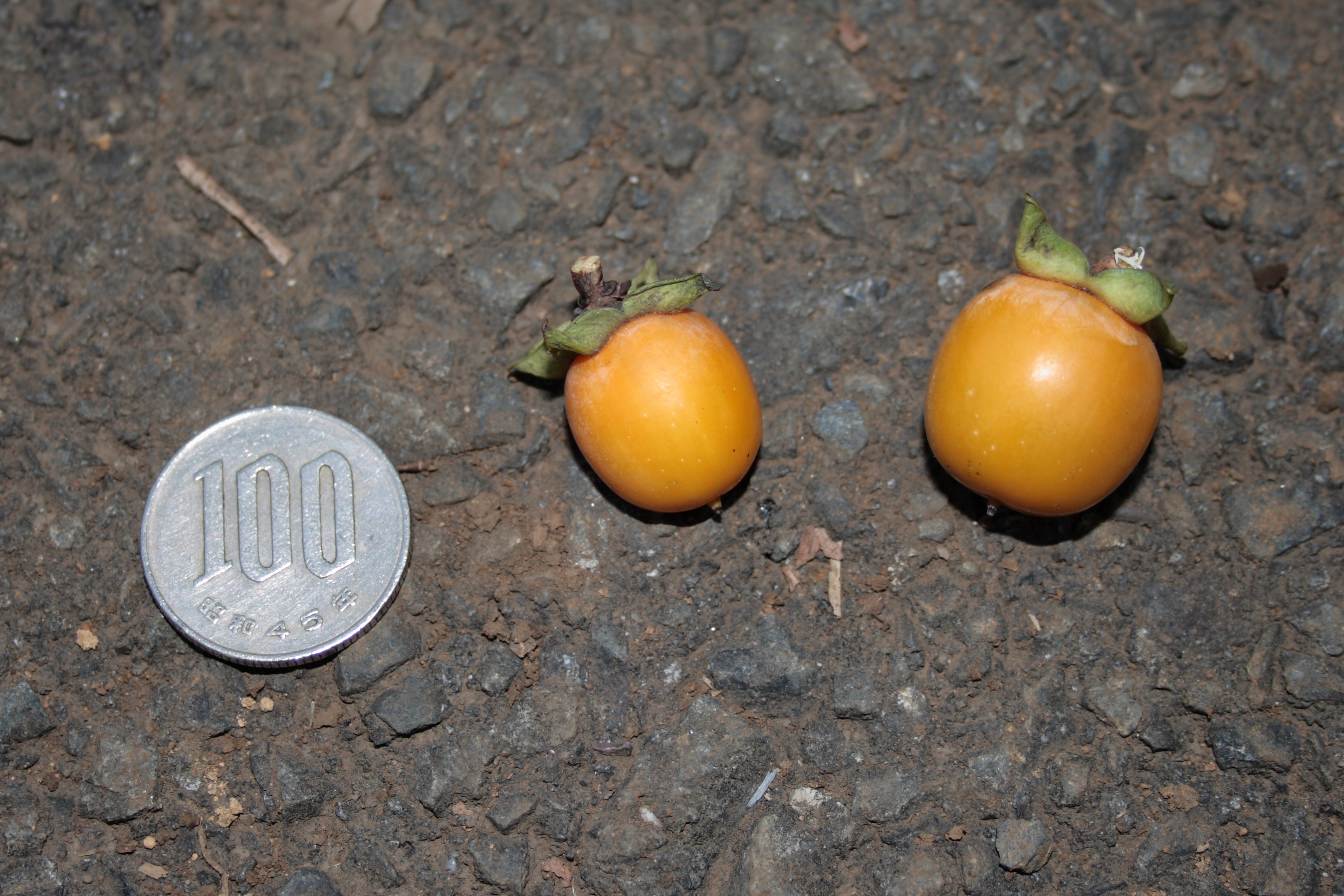
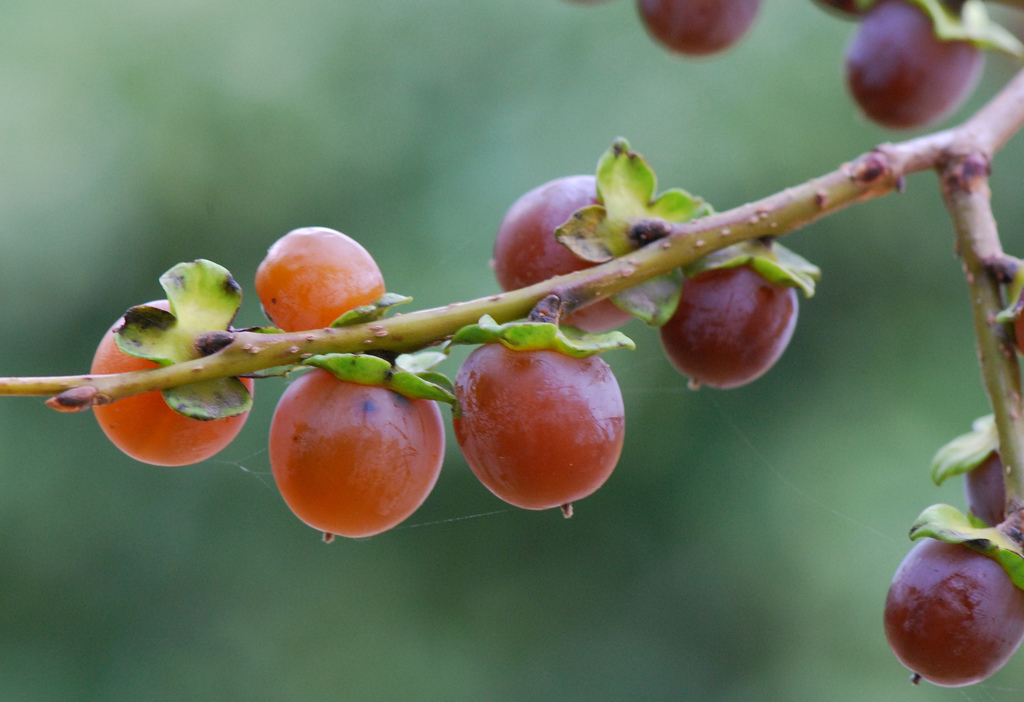